# ルルディちゃん
『ルルディちゃん LULUDI CHANNEL』（ルルディちゃん）は、エンタ!959で放送されていたバラエティ番組。不定期に放送する特別番組であった。

## 番組概要
ギリシャ語で花を意味するグループ名を付けられた新人アイドル『ルルディ』が、様々な試練に挑むバラエティ番組。Pigooスタジオ撮影会連動番組を謳い
、公開収録の際は必ず2人の撮影会も一緒に実施していた。
番組内容は回によって大きく異なり、スタジオを使った2人によるトークバトル、ロケ挑戦企画、ワンマンライブの放送、CDヒット祈願など多岐にわたる。
ルルディは2017年10月8日にライフプロモーション所属の栄川乃亜、霧島さくら、関根奈美の3名で結成された。 同日にライブデビューを果たすが初のメディア出演が当番組であり、当初は関根奈美も番組収録に参加予定であったが、収録日の11月18日を前に引退発表、脱退したため急きょ2人での出演となった経緯があり、番組内でも度々3人でのスタートを言及している。
2019年12月10日にルルディが解散したため同年6月の放送分が最終回となった。

## 出演者
- ルルディ（栄川乃亜＆霧島さくら）

## 放送リスト
| 放送回          | 公開収録、配信日 | おもな企画                       | 付記  |
| --------------- | ---------------- | -------------------------------- | ----- |
| ルルディちゃん  | 2017年12月17日   | 以心伝心ゲームなど               | [ 2 ] |
| ルルディちゃん2 | 2018年3月1日     | 絵心伝心、二十歳になったのあ飲み |       |
| ルルディちゃん3 | 2018年6月17日    | 初ワンマンライブ                 |       |
| ルルディちゃん4 | 2018年9月17日    | ヒット祈願滝行                   |       |
| ルルディちゃん5 | 2018年12月17日   | 2018年を振り返る                 |       |
| ルルディちゃん6 | 2019年6月1日     | ロシアンルーレット               |       |

## スタッフ
- 制作著作：つくばテレビ

## 関連商品
いずれもブルーレイソフト。
- ルルディちゃんVol.1（2018年8月25日、つくばテレビ）
- ルルディちゃんVol.2（2019年9月8日、つくばテレビ）